# 罗源镇
罗源镇，是中华人民共和国广东省肇庆市四会市下辖的一个乡镇级行政单位。

## 行政区划
罗源镇下辖以下地区：
罗源社区、铁坑村、罗源村、石寨村、洞心村和红旗村。